# 인천서부경찰서
인천서부경찰서(仁川西部警察署, Incheon Seobu Police Station)는 인천광역시경찰청이 관할하는 경찰서 중 하나이다. 인천광역시 서구 일대를 관할한다. 인천광역시 서구 탁옥로 77 (심곡동)에 위치하고 있다.
서장은 총경으로 보한다.

## 기본 정보
- 주소: 인천광역시 서구 탁옥로 77 (심곡동)
- 우편번호: 22714

## 관할 파출소 및 지구대
인천서부경찰서는 6개 지구대와 1개 파출소를 산하에 두고 있다.
| 명칭       | 사진 | 주소                      | 관할구역                       | 치안센터      |
| ---------- | ---- | ------------------------- | ------------------------------ | ------------- |
| 서곶지구대 |      | 승학로 402 (검암동)       | 검암경서동, 연희동             |               |
| 석남지구대 |      | 가정로294번길 23 (석남동) | 석남1·2동, 신현원창동, 가좌1동 | 신현치안센터  |
| 가좌지구대 |      | 원적로 59 (가좌동)        | 가좌2·3·4동                    | 가좌4치안센터 |
| 검단지구대 |      | 완정로 181 (왕길동)       | 검단1동                        |               |
| 청라지구대 |      | 청라라임로 66 (연희동)    | 청라1·2·3동, 가정1·2동         |               |
| 불로지구대 |      | 검단로755번길 9 (불로동)  | 검단2·3동                      |               |
| 가석파출소 |      | 서달로 121 (석남동)       | 석남3동, 가정3동               |               |